# Phyllis Schlaflyová
Phyllis McAlpin Schlafly (roz. Stewartová; 15. srpna 1924 St. Louis – 5. září 2016 Ladue) byla americká právnička a katolická a konzervativní republikánská politička a spisovatelka. Proslula svým ostrým vystupováním proti feminismu a "genderové ideologii" a angažmá v bojích o konzervativní směřování republikánů.
Založila a vedla konzervativní organizace Eagle Forum a Eagle Forum Education & Legal Defense Fund. V roce 1964 vydala knihu A Choice Not an Echo, v níž se postavila proti prezidentské kandidatuře Nelsona Rockefellera za republikány a výrazně přispěla k jeho porážce v republikánských primárkách. Jejím nejslavnějším politickým vítězstvím byla úspěšná kampaň proti ratifikaci ústavního Dodatku o rovnoprávnosti (Equal Rights Amendment).
Ladies’ Home Journal ji zařadil mezi 100 nejvýznamnějších žen historie. V roce 1963 obdržela Woman of Achievement Award.